# Le Faou
Le Faou (en bretón Ar Faou) es una comuna francesa del departamento del Finisterre en la región de Bretaña. 
Fundada en el siglo XI mantiene un interesante patrimonio arquitectónico (23 edificios protegidos y uno clasificado de interés cultural) que le vale estar clasificada en la categoría de les plus beaux villages de France.
La comuna adquiere relevancia durante la Revuelta del papel sellado en 1675.

## Demografía
| 1665 | 1636 | 1510 | 1554 | 1522 | 1571 |
| Para los censos de 1962 a 1999 la población legal corresponde a la población sin duplicidades (Fuente: INSEE [Consultar]) |      |      |      |      |      |